# Woki mit deim Popo
A Woki mit deim Popo (magyarul: Rázd a fenekedet) egy dal, mely Ausztriát képviselte a 2012-es Eurovíziós Dalfesztiválon. A dalt az osztrák Trackshittaz együttes adta elő a német nyelv bajor dialektusában.
A dal a 2012. február 24-én rendezett osztrák nemzeti döntőben nyerte el az indulás jogát. A döntőben a nézők telefonos szavazata alakította ki az eredményt. A dal a szuperdöntőben Conchita Wursttal versengett, és ellene, a szavazatok 51%-át megszerezve végzett az első helyen, ami már elegendő volt a győzelemhez.
Az Eurovíziós Dalfesztiválon a dalt a május 22-én rendezett első elődöntőben adták elő, a fellépési sorrendben tizenhatodikként a magyar Compact Disco Sound of Our Hearts című dala után, és a moldáv Pasha Parfeny Lăutar című dala előtt. Az elődöntőben 8 ponttal az utolsó, tizennyolcadik helyen végzett, így nem jutott tovább a döntőbe.

## Slágerlistás helyezések
| Slágerlisták (2012)          | Lh.* |
| ---------------------------- | ---- |
| Ausztria (Ö3 Austria Top 75) | 36   |

*Lh. = Legjobb helyezés.